# Batalha de Delville Wood

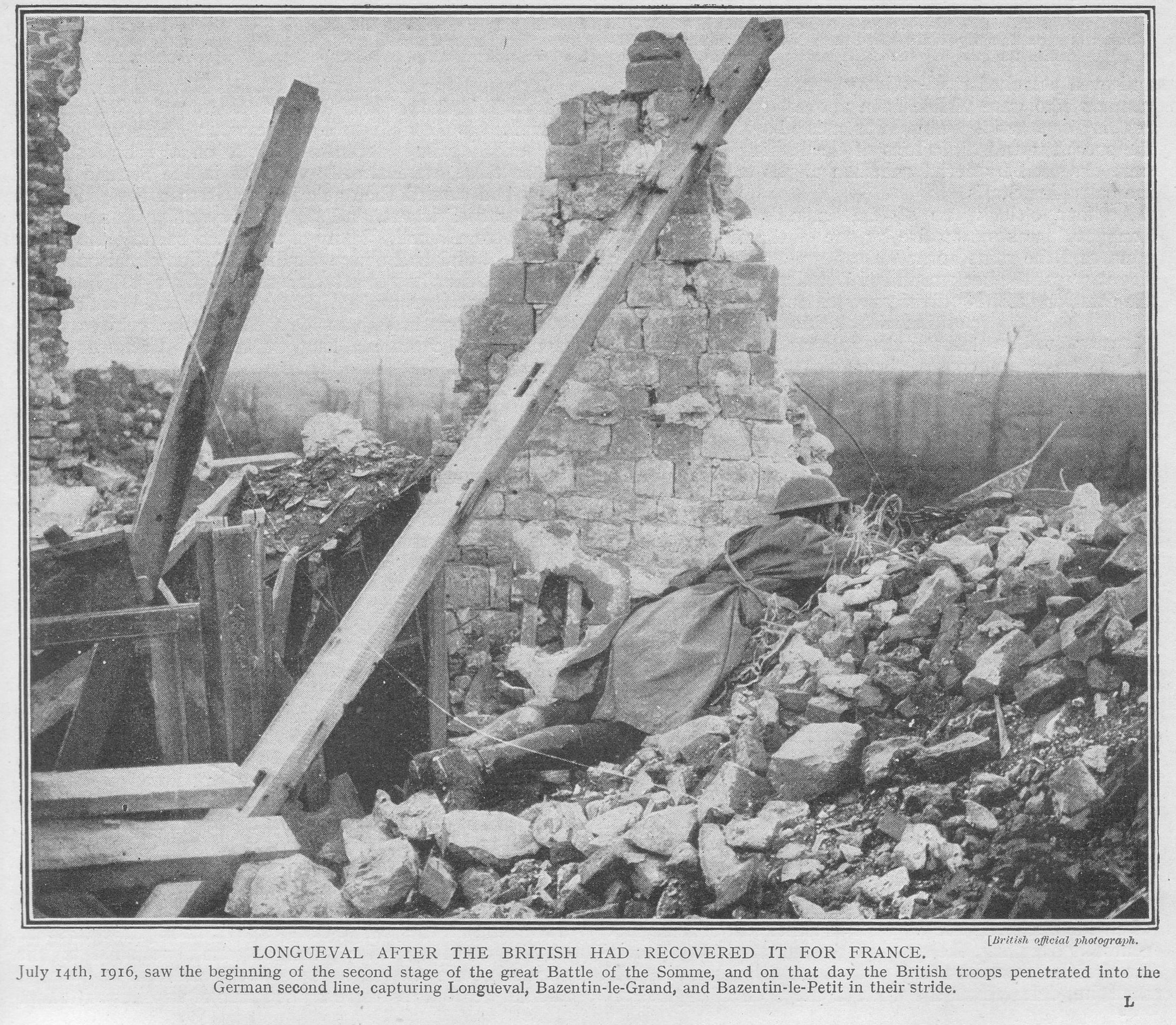
Batalha por Longueval

A Batalha de Delville Wood (15 de julho - 3 de setembro de 1916) foi uma série de combates na Batalha do Somme de 1916 na Primeira Guerra Mundial, entre os exércitos do Império Alemão e do Império Britânico. Delville Wood (Bois d'Elville), era um emaranhado espesso de árvores, principalmente faia e viga (a madeira foi replantada com carvalho e bétula pelo governo sul-africano), com densas matas de avelã, entrecortadas por cavalgadas gramadas, a leste de Longueval. Como parte de uma ofensiva geral iniciada em 14 de julho, que ficou conhecida como a Batalha de Bazentin Ridge (14-17 de julho), o General Douglas Haig, Comandante da Força Expedicionária Britânica, pretendia capturar a segunda posição alemã entre Delville Wood e Bazentin le Petit.

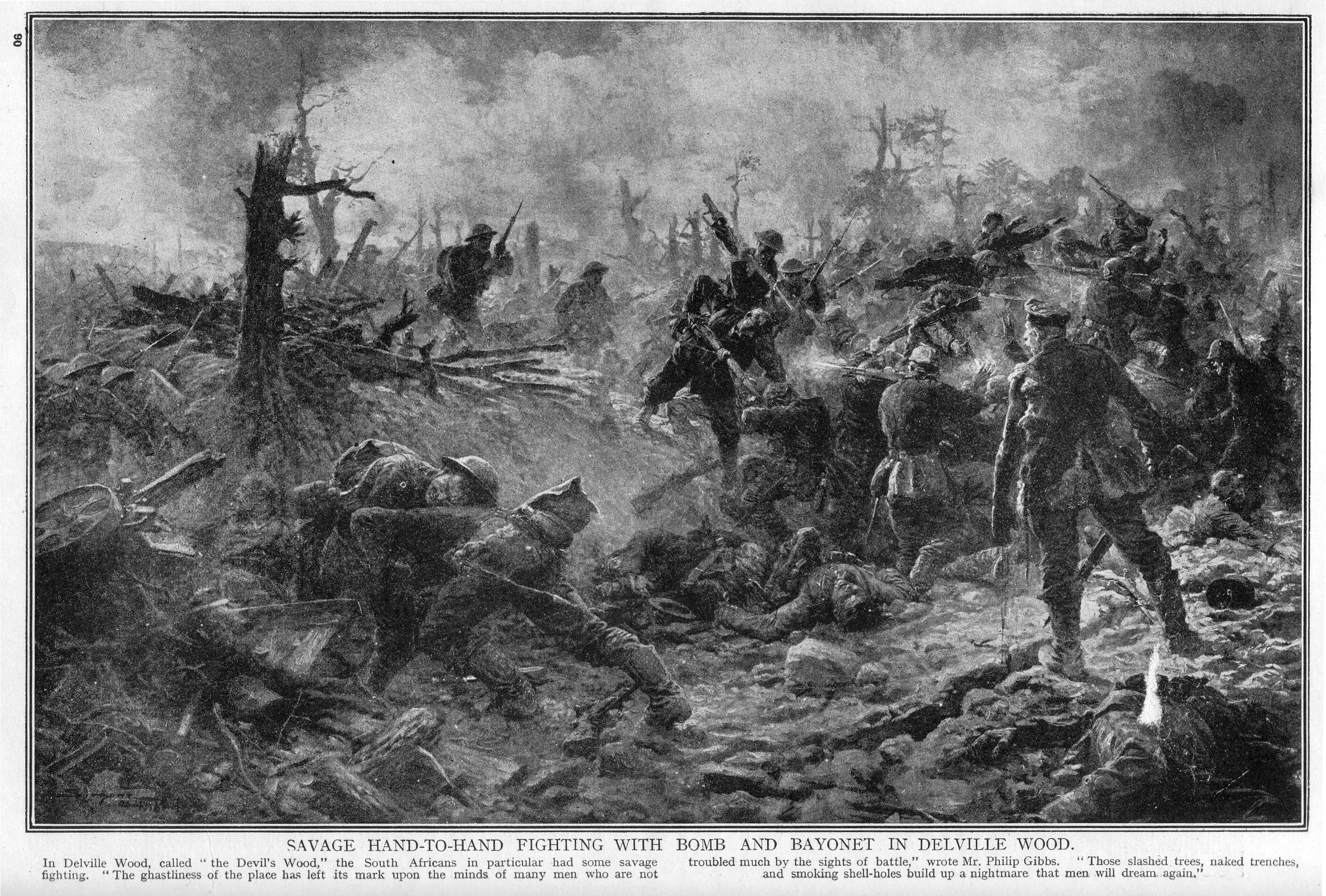
Ilustração da luta em Delville Wood intitulada "Luta corpo a corpo selvagem com bomba e baioneta em Delville Wood"

O ataque atingiu esse objetivo e foi um sucesso considerável, embora caro. Os ataques britânicos e os contra-ataques alemães à madeira continuaram pelas sete semanas seguintes, até pouco antes da Batalha de Flers-Courcelette (15-17 de setembro), o terceiro ataque geral britânico na Batalha do Somme. A 1ª Brigada de Infantaria Sul-Africana fez sua estreia na Frente Ocidental como parte da 9ª Divisão (escocesa) e capturou Delville Wood em 15 de julho. Os sul-africanos mantiveram a madeira até 19 de julho, a um custo em baixas semelhante ao de muitas brigadas britânicas em 1º de julho.
A vila e a madeira formavam um saliente, que podia ser disparado pela artilharia alemã de três lados. O terreno era uma elevação dos bosques de Bernafay e Trônes, até o meio da aldeia; a aldeia ou a madeira poderiam ser mantidas sem a posse da outra. Após a Batalha de Bazentin Ridge, os britânicos tentaram avançar em ambos os flancos para endireitar o saliente em Delville Wood, para alcançar boas posições de salto para um ataque geral. Os alemães tentaram eliminar o saliente e manter o solo, o que protegeu as posições alemãs da vista e ignorou as posições britânicas. Durante o resto de julho e agosto, ambos os lados lutaram pelo controle da madeira e da aldeia, mas lutaram para manter o ritmo das operações.
O tempo úmido reduziu a visibilidade e dificultou muito o deslocamento de tropas e suprimentos; A escassez de munição e as baixas elevadas reduziram ambos os lados a ataques fragmentados e defesa fragmentada em frentes estreitas, exceto por um pequeno número de ataques maiores e mais largos. A maioria dos ataques foi derrotada pelo poder de fogo defensivo e pelos efeitos das intempéries, que frequentemente transformavam o campo de batalha em um mata-mata. Delville Wood está bem preservada com os restos de trincheiras, um museu e um monumento à Brigada Sul-Africana no Delville Wood South African National Memorial.

## Consequências
A batalha de Delville Wood resultou em grandes baixas para ambos os lados, com os britânicos e seus aliados franceses sofrendo mais de 200 000 baixas e os alemães perdendo cerca de 160 000 homens. A superioridade britânica na artilharia, com a ajuda da Royal Flying Corps (RFC), desempenhou um papel crucial, causando devastação nas forças alemãs e contribuindo para a queda do moral. A batalha também expôs falhas táticas de ambos os lados, com os alemães frequentemente contra-atacando em terrenos de pouco valor tático e os britânicos realizando numerosos ataques pequenos e fragmentados.

### Análise
Os britânicos e seus aliados conseguiram segurar Delville Wood e Longueval, o que permitiu que outras formações avançassem e capturassem High Wood. No entanto, as táticas empregadas por ambos os lados revelaram inexperiência e falta de coordenação. Os comandantes britânicos, incluindo Haig e Rawlinson, foram criticados por não conseguirem comandar efetivamente as tropas, resultando em um desgaste significativo. Por outro lado, os alemães cometeram erros graves ao insistirem em contra-ataques que expuseram suas tropas ao poder de fogo britânico, agravando ainda mais as suas perdas.